# Institut für litauische Sprache

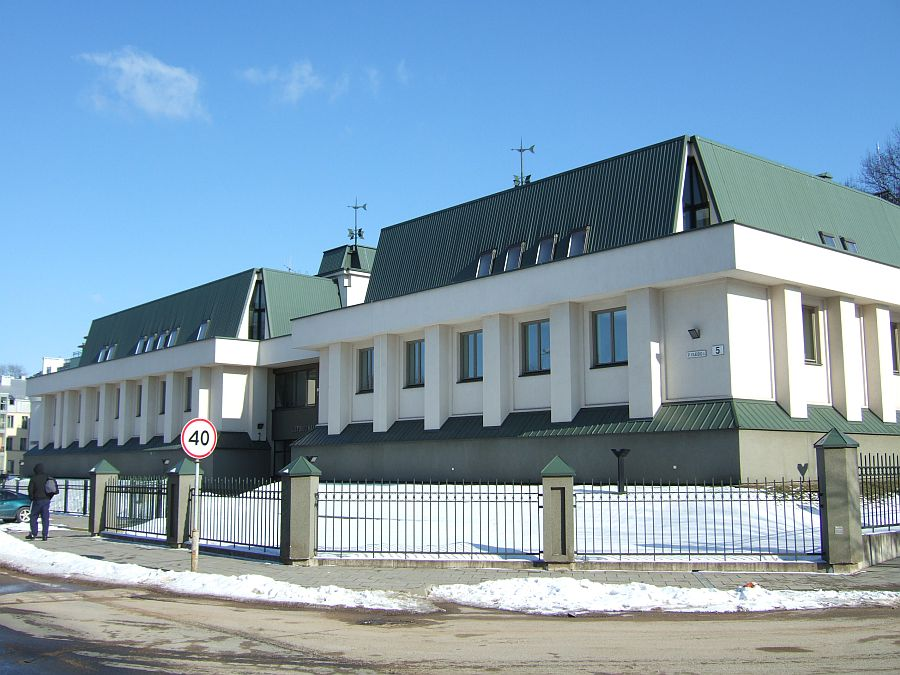
Sitz

Lietuvių kalbos institutas ist die staatliche wissenschaftliche Forschungseinrichtung in der litauischen Vilnius, die Hauptorganisation in der Forschung der Lituanistik. Das Institut fungiert als Zentrum für die Verbreitung der wissenschaftlichen Forschung  der litauischen Sprache, die Vermittlung das Wissen über die litauische Sprache und ihre wissenschaftliche Forschung. Seit 2004 ist es Mitglied von Föderation der nationalen Sprachinstitute der Europäischen Union (EFNIL), seit 2003 Mitglied von Internationalem Informationszentrum für Terminologie (INFOTERM), seit 2006 von European Terminology Association (EATF), seit 2005 Mitglied der Europäischen Lexikon-Vereinigung (EURALEX).
Die Anfänge des Instituts für die litauische Sprache gehen auf das Jahr 1930 und Juozas Balčikonis, der die Redaktion für das Wörterbuch der litauischen Sprache (Lietuvių kalbos žodyno redakcija) organisierte. zurück.
Der Sitz des Instituts ist in Antakalnis.